# Vennebeck
Vennebeck ist ein Ortsteil der Stadt Porta Westfalica im Kreis Minden-Lübbecke in Ostwestfalen.

## Geographie
Vennebeck liegt südlich des Wesergebirges und nördlich sowie westlich der Weser. Der Stadtteil ist umgeben von anderen Stadtteilen der Stadt Porta Westfalica. Im Osten grenzt Vennebeck an Holzhausen, im Norden an Costedt, im Westen und Süden an Holtrup.

## Geschichte
Erstmals erwähnt wurde Vennebeck 1029 in einer Urkunde als Vanebeke. Der Ort gehörte bis zu den Napoleonischen Kriegen zur Vogtei Landwehr im Amt Hausberge des Fürstentums Minden. Der Ort gehörte von 1807 bis 1813 zum Kanton Hausberge des napoleonischen Satellitenstaats Königreich Westphalen und kam 1816 zum neuen Kreis Minden. Bis 1972 bildete Vennebeck eine Gemeinde im Amt Hausberge des Kreises. Bevor die Gemeinde bei der kommunalen Neugliederung am 1. Januar 1973 Teil der Stadt Porta Westfalica wurde, hatte sie eine Fläche von 4,02 km² sowie 1029 Einwohner (31. Dezember 1972).
Am 31. Dezember 2020 hatte Vennebeck 1003 Einwohner.

## Politik
Vennebeck gehört mit Möllbergen, Holtrup und Costedt zum Bezirksausschuss VI der Stadt Porta Westfalica. Vorsitzender ist Siegfried Linder.

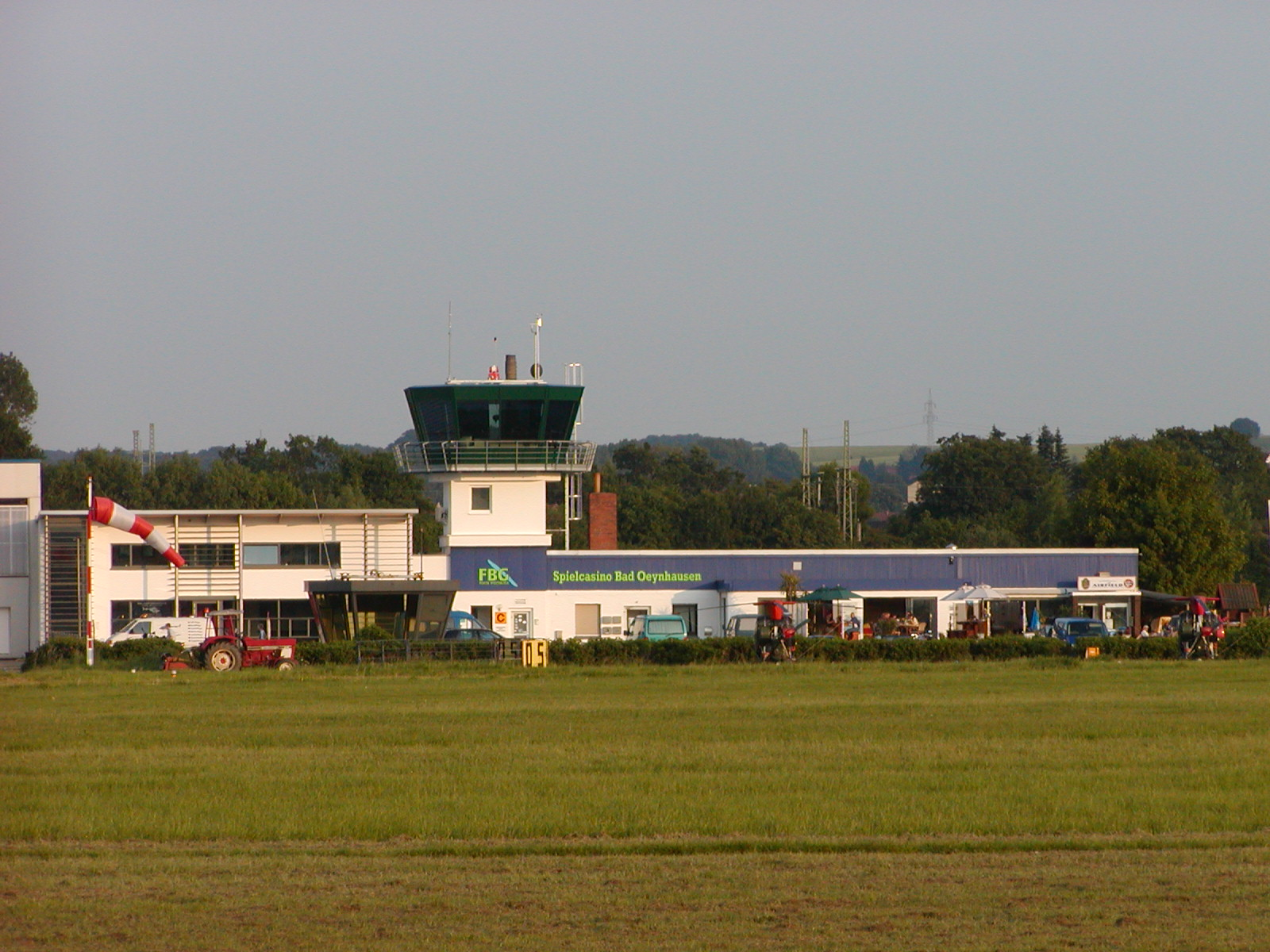
Flugplatzgebäude Porta

## Sehenswürdigkeiten
Sehenswert sind der in Vennebeck gelegene Flugplatz Porta Westfalica und die Erholungsanlage Großer Weserbogen.

## Verkehr
In Vennebeck befindet sich ein Autobahnanschluss an die Autobahn A 2. Die Bundesstraße 482 verläuft in Nord-Süd-Richtung durch Vennebeck. Der Radfernweg Weserradweg führt durch den Stadtteil.
Vennebeck liegt an der Bahnstrecke Hamm–Minden, verfügt jedoch über keinen Haltepunkt mehr.
Der Flugplatz Porta Westfalica liegt auf Vennebecker Gebiet. Er wurde nach dem Zweiten Weltkrieg von britischen Streitkräften errichtet. Im heimischen Raum ist der Flugplatz auch unter dem Namen Flugplatz Vennebeck bekannt.